# Territori de Dakota

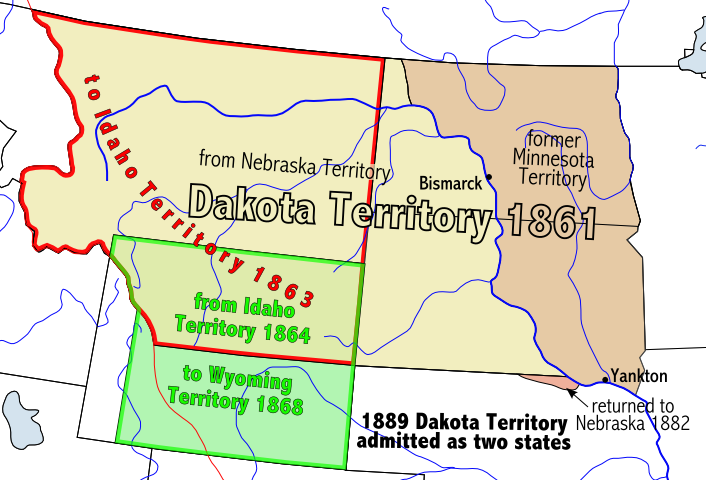
Territori de Dakota (1861-1889).

El Territori de Dakota va ser un territori organitzat incorporat als Estats Units que va existir del 2 de març de 1861 al 2 de novembre de 1889, quan l'extensió total del territori va ser dividida i admesa dins la Unió com els estats de Dakota del Nord i Dakota del Sud. Consistia en la part de l'extrem nord de la terra adquirida en la compra de la Louisiana (1803) i la part de l'extrem sud de la Terra de Rupert, adquirida el 1818.